# Петар Љубојев
Петар Љубојев (Обровац, 1938 − Нови Сад, 2000) је био филмски и ТВ редитељ и теоретичар, социолог уметности и масовних комуникација, професор универзитета. Рођен је у Обровцу код Бачке Паланке, а умро у Новом Саду. Објавио је више од сто стручних и научних радова и режирао велики број документарних филмова.

## Школовање
Љубојев је дипломирао право (1960. године) и магистрирао у Сарајеву. Постдипломске студије из филмске и телевизијске режије похађао је у Варшави (1970). Докторирао је из социологије културе на Факултету политичких наука у Београду (1993).

## Каријера
У Сарајеву је био уредник недељног студентског листа „Наши дани“ (1959), као и ревије за културу и науку „Одјек“ (1963), а такође је радио као уредник документарног програма у ТВ Сарајево. На Радио-Сарајеву водио је програм о филму, а писао је и режирао и радио-драме. У сарајевском „Ослобођењу“ писао је телевизијску критику. Био је уметнички директор сарајевског филмског предузећа „Сутјеска филм“ (1965−1970).
Након преласка у Нови Сад 1976. године, био је уредник образовног и научног програма и две године се налазио на месту директора Телевизије Нови Сад (1990−1991).
На Универзитету у Новом Саду изабран је 1994. за ванредног професора, а 1998. за редовног, за Масовне комуникације и Филмску и телевизијску културу. Предавања је држао на Учитељском факултету у Сомбору, на Филозофском факултету у Новом Саду и на ФПН у Београду.

## Филмови
Љубојев је режирао следеће филмове и драме:
- „Црне баште“ (1972)
- „Љубим ти модро сунце, да ти љубим“ (1972)
- „Процес“ (1973)
- „Летилица на поду барака“ (1973)
- „Станарско право лагумаша Сафера“ (1975)
- „Воз“ (1975)
- „Мисија Исмета Козице“ (1977)
- „Лица и судбине“ (1985)
- „Дописно позориште Младена Дражетина“ (1986)
- „Рам за слику браће Рамић“ (1988)
- „Процес или обустава штрајка у два чина“ (1989)
- „Време ликвидатора“ (1992)

## Награде
За филм о рударима „Црне баште“ добио је награду „Златни змај“ у Кракову, као и признања фестивала у Фиренци, Београду и Тузли (1972).
За филм „Љубим ти модро сунце, да ти љубим“ из 1972. добио је наградну диплому у Оберхаузену.
Филм „Станарско право лагумаша Сафера“ награђен је 1975. на фестивалу у Београду, а припале су му и награде Музеја модерне уметности у Њујорку и специјална награда за двадесетогодишњицу фестивала у Оберхаузену.
У Београду су му награђени филмови „Мисија Исмета Козице“ (1977), „Рам за слику браће Рамић“ (1988), „Процес или обустава штрајка у два чина“ (1989) и „Време ликвидатора“ (1992). За филм „Рам за слику браће Рамић“ добио је и Гран при у Тулузу.
Телевизијски филм „Дописно позориште Младена Дражетина“ добио је у Монте Карлу Гран при „Арман Лану" (1986).

## Књиге
Љубојев је аутор следећих књига:
- „Филмска читанка“ (1970)
- „Изазов непоновљивог филма“ (1973)
- „Стваралаштво на прагу и рубу сазнања“ (1988)
- „Свет покретних слика“ (1994)
- „Европски филм и друштвено насиље“ (1995)
- „Масовне комуникације - штампа, филм, радио, телевизија“ (1996)
- „Етика и естетика екрана“ (1997)